# Куріпка рубезька
Курі́пка рубезька (Xenoperdix obscuratus) — вид куроподібних птахів родини фазанових (Phasianidae). Ендемік Танзанії. Вважався підвидом Xenoperdix udzungwensis.

## Поширення
Вид поширений лише у горах Рубехо. Виявлений у лісі Мафвомеро на вершині пагорба Чугу на півночі хребта. В інших частина гірської системи не виявлений.

## Опис
Від Xenoperdix udzungwensis відрізняється меншими розмірами, відсутністю чорно-білого напівкоміра біля основи горла, заміненого рядом чорних пір'їн, значно темнішим обличчям і криючими крила з сірими дистальними краями, що надає лускатого, а не смужкового вигляду.